# Scopula deiliniata
Scopula deiliniata là một loài bướm đêm trong họ Geometridae.